# Tango en Hi-Fi
Tango en Hi-Fi es un álbum de estudio por el bandoneonista de tango argentino Astor Piazzolla, grabado y editado en Argentina durante 1959 se editó como "Astor Piazzolla, su Bandoneón y su Orquesta de Cuerdas" por el sello Music Hall.

## Historia
Astor Piazzolla realizó unas grabaciones para el sello Antar/Telefunken con temas propios, además de "Lo que vendrá" y "Negracha" de Osvaldo Pugliese, entre otros. Del periodo grabó dos álbumes: un EP de 10" que se grabó en Montevideo con las cuerdas de la orquesta sinfónica del SODRE que se título Lo que vendrá, editado únicamente en Uruguay. En ese álbum además de la misma orquesta de esa pieza que Piazzolla había grabado en Buenos Aires un año antes, apareció junto a otros tangos "Miedo", de Vardaro, Aroma y García Jiménez, "Sensiblero", "Noche de Amor" de Franco y Rubinstein, "La cachila" de Arolas y cantados por Jorge Sandobal, "La tarde del adiós", de López y Lambertucci y "Yo soy el negro" de Piazzolla y Gorostiza, y la primera grabación de "Tres minutos con la realidad". El otro material fue el álbum LP Tango en Hi-Fi, grabado entre noviembre y diciembre de 1957. La tímbrica es idéntica a las grabaciones francesas, aunque la grabación de Montevideo incluye percusión y xilofón en "Tres minutos con la realidad", que acentuó la similitud entre el puente hacia el tema lírico con Música para percusión, cuerdas y celesta de Béla Bartók.
En "Melancólico Bueno Aires" aparece una especie de reelaboración del tema "Nonino", el hecho del uso de golpes de arco sobre las cuerdas, y la percusión no tradicional que adaptó de algunos procedimientos de Béla Bartók y de las escuelas clásicas de posguerra. Además de esos dos temas iniciales y de "Tango del ángel", el álbum incluye una nueva grabación de "Prepárense" (con la misma orquestación registrada en París, pero el contrabajo tocado con arco, y con el clásico arrastre de milonga piazzolliano, en lugar del pizzicato que duplicaba los bajos del piano en la versión francesa), una composición de Osvaldo Tarantino, "Del bajo fondo", "Loca bohemia", "La cumparsita", "Inspiración" y dos tangos cantados por Jorge Sobral, "Siempre París", de los hermanos Homero y Virgilio Expósito y "Fuimos" de Manzi y Dames, que Piazzolla volvería a grabar con Roberto Yanés en 1962. El solo de piano en "Tres minutos con la realidad" esta pensado para Jaime Gosss que tocó en esas grabaciones y en la primera formación del Quinteto, y Piazzolla dejó de hacer el tema con otros pianistas, hasta que formó el Sexteto que incluyó a Gerardo Gandini, otros instrumentista al que consideró capaz de interpretar "en estilo" ese tipo de pasajes.

## Crítica
El 16 de octubre la revista Qué! se decía que el bandeonista era uno de los nombres que representaba "ese plausible esfuerzo que tiende hacia el enriquecimiento del tango, ensayado con talento y ciencia". A "Tres minutos con la realidad" lo define como un "tango hot" que "naturalmente no es jazz ni tango", y que permite lucirse a Gosis con "un entrevero moderadamente endiablado". La revista termina su nota con que "tal vez haya legado el momento de hacer un llamado de atención al notable compositor y director. Sus tangos pertenecen al dominio de la informe. Y lo informe es la negación del arte".

## Lanzamiento y reediciones
Tango en Hi-Fi se editó por primera vez en 1959 Argentina solamente por el sello Music Hall. El álbum estuvo descatalogado por varios años hasta que en 1975 se reeditó en Argentina por Music Hall, pero con el nuevo título de Esencia + Música, y ese mismo año el sello lo editó en Japón con el título Tango del ángel. En Brasil y Chile se editó por primera en 1976 por Music Hall también titulado como Esencia + Música. El álbum tuvo algunas reediciones irregulares en los años 1980 y 1990, como una edición española de 1983 que se llamó Tangos célebres. En el siglo XXI se siguió editando tanto en CD como en vinilo.

## Lista de canciones
| Lado A |                                |                                     |          |  |
| N.º    | Título                         | Escritor(es)                        | Duración |  |
| 1.     | «Tango del ángel»              | Astor Piazzolla                     |          |  |
| 2.     | «Melancólico Buenos Aires»     | Piazzolla                           |          |  |
| 3.     | «Loca bohemia»                 | Francisco de Caro, Dante A. Linyera |          |  |
| 4.     | «Siempre París»                | Virgilio Expósito, Homero Expósito  |          |  |
| 5.     | «Tres minutos con la realidad» | Piazzolla                           |          |  |

| Lado B |                  |                                                              |          |  |
| N.º    | Título           | Escritor(es)                                                 | Duración |  |
| 1.     | «La cumparsita»  | Gerardo Matos Rodríguez, Pascual Contursi, Enrique P. Maroni |          |  |
| 2.     | «Fuimos»         | Homero Manzi, José Dames                                     |          |  |
| 3.     | «Del bajo fondo» | Osvaldo Tarantino, José Tarantino                            |          |  |
| 4.     | «Inspiración»    | Peregrino Paulos, Luis Rubistein                             |          |  |
| 5.     | «Prepárense»     | Piazzolla                                                    |          |  |

## Créditos
- Astor Piazzolla - bandoneón[6]
- Juan Vasallo - contrabajo
- José Bragato - violonchelo
- Jaime Gosis - piano
- Elvino Vardaro - violín
- Jorge Sobral - voz
- Orquesta de cuerdas - no acreditado